# Visucius
Visucius ou Visuclus est un dieu gallo-romain, généralement identifié à Mercure. Visucius est, avec Gebrinius et Cissonius, une des épithètes les plus courantes du Mercure gaulois.

## Étymologie
Le nom a parfois été interprété comme signifiant « des corbeaux » ou « bien informé » ; cf. les racines proto-celtiques *wesāko- 'corbeau, grèbe' (cf. vieil irlandais disyllabique fiach, gallois gwyach) et *witsu- 'savoir',.

## Inscriptions

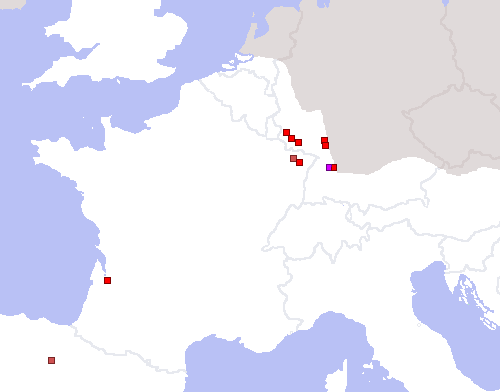
Carte indiquant la répartition des inscriptions à Mercure Visucius (y compris les variantes de ce nom).

Visucius était vénéré principalement dans l'est de la Gaule, sur le territoire des Médiomatriques (actuel département français de la Moselle, autour de Trèves et sur le Rhin, son nom est inscrit sur environ dix inscriptions dédicatoires. Une inscription a également été trouvé à Bordeaux.
Dans une inscription latine de Rheinzabern, en Allemagne (CIL 13, 5991) dédiée à Jupiter, Apollon et Visucius, le nom SOLI T[...] apparaît après Visucius, peut-être à l'origine signifiant Solitumarus, une épithète de Mercure dans une inscription ( AE 2001, 1388; AE 2008, 901) trouvé à Châteaubleau.
Une autre inscription est co-dédiée à Sancta Visucia, ainsi qu'à Mercurius Visucius. Cette déesse, apparemment compagne ou analogue de Visucius, a parfois été assimilée à Rosmerta ou Maia, qui accompagnent également Mercure lors de nombreuses dédicaces gauloises.
Une inscription dédiée à Visugius a également été trouvée à Agoncillo en Espagne ; cela peut peut-être faire référence à la même divinité.